# Противостоять коммунизму и сражаться с Россией

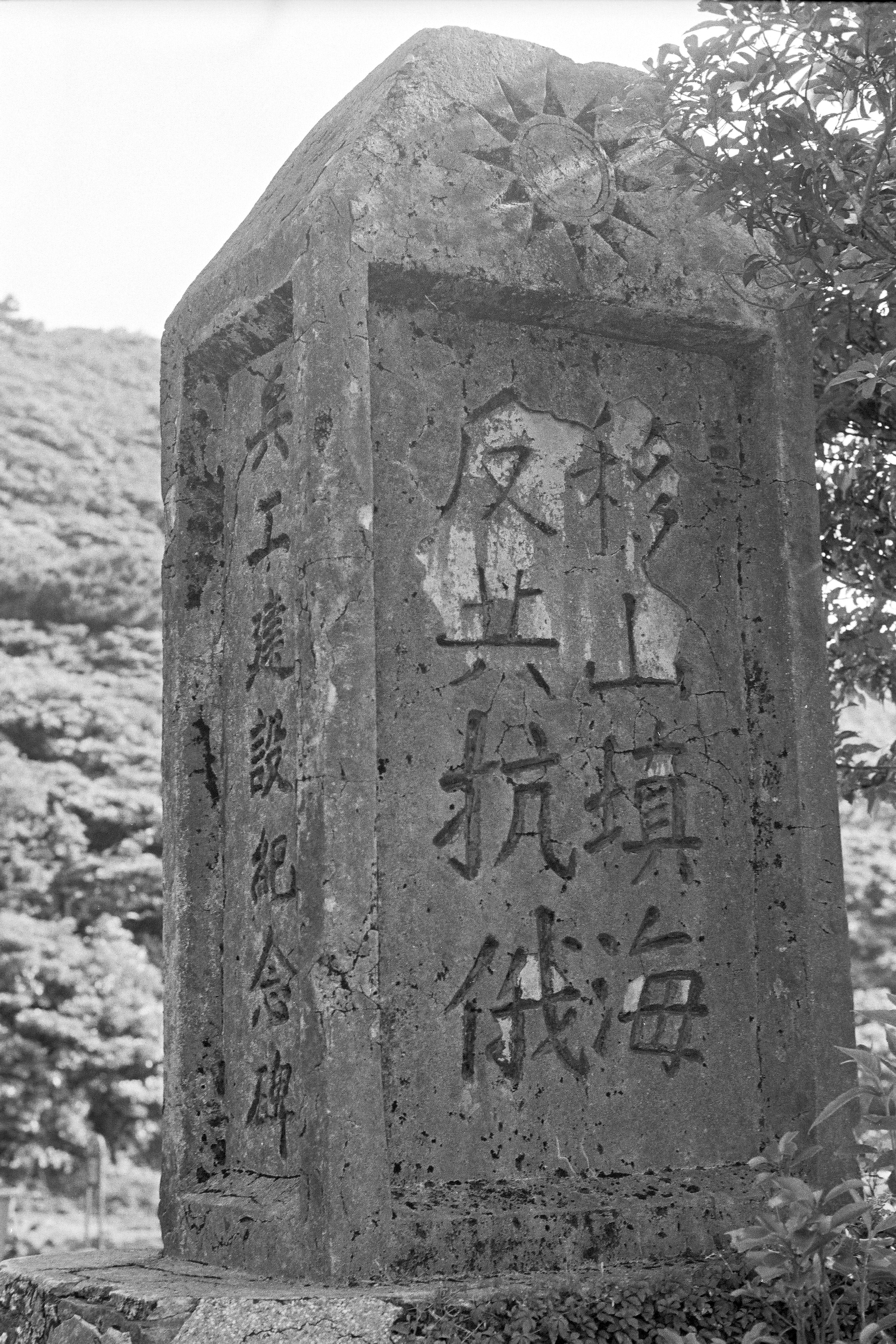
Тайваньский монумент, возведенный в 1952 году, гласит: «Свернуть горы и наполнить моря, противостоять коммунизму и сражаться с Россией[кит.]».

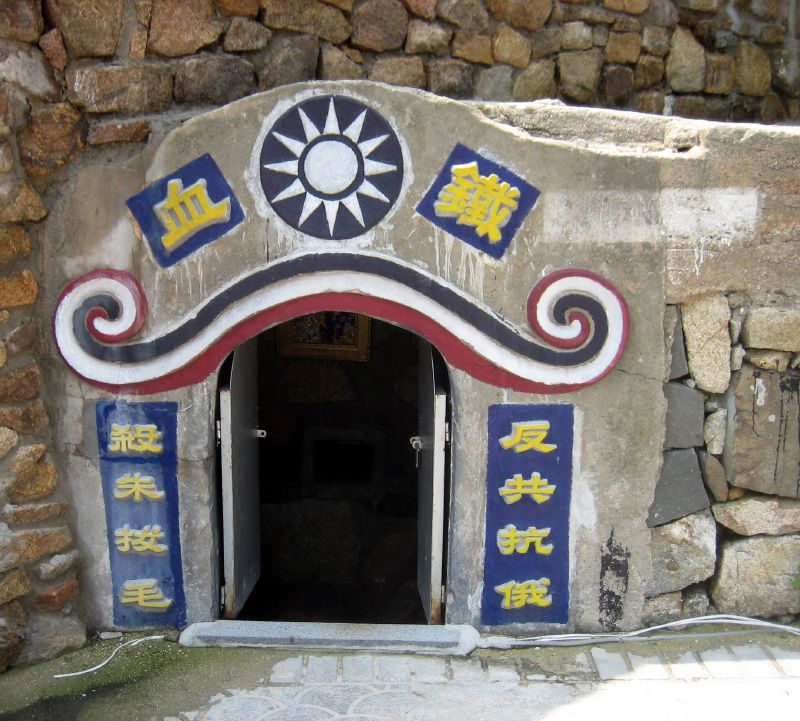
«Противостоять коммунизму и сражаться с Россией. Убить Чжу и Мао» на входе в бомбоубежище

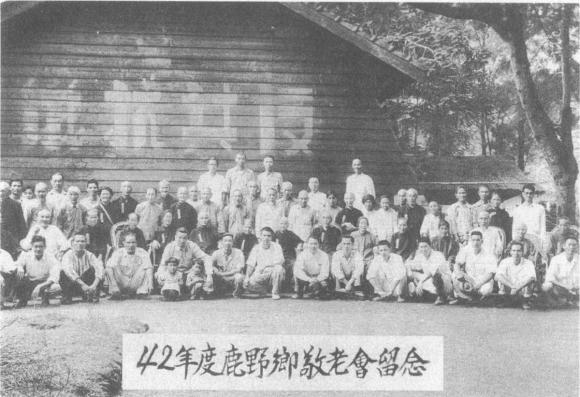
«Противостоять коммунизму и сражаться с Россией» на здании дома престарелых

«Противостоять коммунизму и сражаться с Россией» — девиз и национальная идеология Гоминьдана и Тайваня с начала 1950-х годов до начала 1980-х годов. Термин «коммунизм» из этой фразы относится не только ко всему мировому коммунизму, но, прежде всего, к Коммунистической партии и Коммунистической партии Китая, в то время как «Россия» относится не только к России, но и к Советскому Союзу. Основой этой национальной политики было сначала определить Советский Союз как агрессора, затем указать, что Коммунистическая партия Китая, которая опиралась на помощь Советского Союза, была предателем китайской национальной идеи.

## История
Правительство Китайской Республики, которое в то время вело антикоммунистическую и антироссийскую политику, отступило на Тайвань из-за гражданской войны в Китае. Эта политика продолжалась на протяжении пяти сроков президентства Чан Кайши, Янь Цзяканя и Цзян Цзинго до начала 1980-х годов, когда она была заменена политикой Трёх принципов Китайской Республики по объединению Китая, а в 1988 году, на волне «Перестройки» в СССР, Тайванем из своих тюрем были выпущены трое советских заключённых, переданные затем советской стороне. Это событие шумно отмечалось как возобновление советско-тайваньских отношений.